# Nadine Luck

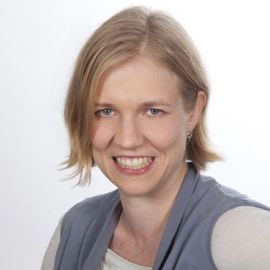
Nadine Luck

Nadine Luck (* 4. Dezember 1976 in Eggenfelden als Nadine Nöhmaier) ist eine deutsche Autorin und Journalistin.

## Leben und Wirken
Nadine Luck studierte Kommunikationswissenschaft, Kunstgeschichte und Neuere Deutsche Literatur an der Ludwig-Maximilians-Universität in München. Parallel zum Studium war sie Chefredakteurin eines Hochschulmagazins. Anschließend schrieb sie den Ratgeber „PraktikumsKnigge“ und arbeitete als Autorin unter anderem für Spiegel Online, die Abendzeitung und die Deutsche Universitätszeitung, sowie als Redakteurin für den Clash Verlag. Sie arbeitete für das Finanzressort von Focus Online und die Immobilienzeitschrift Das Haus.
Luck betreibt seit 2015 das Blog www.mama-und-die-matschhose.de. Sie schreibt regelmäßig für die Elternzeitschrift „Leben und erziehen“ und war Kolumnistin für das Bamberger „Stadt-Echo“. Seit 2020 ist sie Redakteurin und Pressesprecherin beim Verband der Gründer und Selbstständigen VGSD. Seit 2012 lebt sie in Bamberg. Sie ist verheiratet mit dem Journalisten und Autor Harry Luck.

## Publikationen
- 2005: gemeinsam mit Heidi Keller, Praktikumsknigge (als Nadine Nöhmaier), Clash.
- 2013: Babyverrückt, Südwest.
- 2014: gemeinsam mit Andreas Lutz, Selbständig in Teilzeit, Linde.
- 2015: Die Nabel der Welt, Conbook.
- 2018: Fettnäpfchenführer Bayern, Die Mass aller Dinge, Conbook.
- 2019: Fettnäpfchenführer Weihnachten, Da habt ihr die Bescherung, Conbook.
- 2021: MARCO POLO Reiseführer Franken.
- 2021: 111 Orte für Kinder in und um Bamberg, die man gesehen haben muss, Emons.[4]
- 2023: gemeinsam mit Stefan Rippler, „Praktikumsknigge – Der Leitfaden zum Berufseinstieg“ (Neuauflage).